# Mark Messier
Mark Douglas Messier  (/ˈmɛsi.eɪ/; Alberta, 18 de janeiro de 1961) é um jogador canadense aposentado de hóquei no gelo. Após uma temporada inicial na World Hockey Association, começou uma longa e vitoriosa carreira na National Hockey League, com seis títulos da Copa Stanley. Messier é o único jogador a ser capitão de duas equipes campeãs, o Edmonton Oilers em 1990 e o New York Rangers em 1994. Em sua homenagem, a NHL batizou um prêmio para jogadores que se destacam na liderança de suas equipes como Mark Messier Leadership Award.